# 國家體育館
39°59′46″N 116°23′25″E / 39.9960668°N 116.3902653°E
國家體育館位於中華人民共和國北京市，是為2008年北京奧運而新興建的比賽場館，是目前中国最大的综合室内体育馆。在奧運期間進行體操中的體操與蹦床小項以及手球專項的賽事。在之後舉行的殘疾奧運會中，北京國家體育館是輪椅籃球項目之比賽用地。而在奧運後，體育館可用作集體育競賽、文化娛樂和市民活動中心。
2022年冬季奥林匹克运动会和2022年冬季残疾人奥林匹克运动会期间，该场馆将承担冰球及残奥冰球项目的比赛，并在此期间改名为“冰之帆”（Ice Fan）。

## 建筑特点

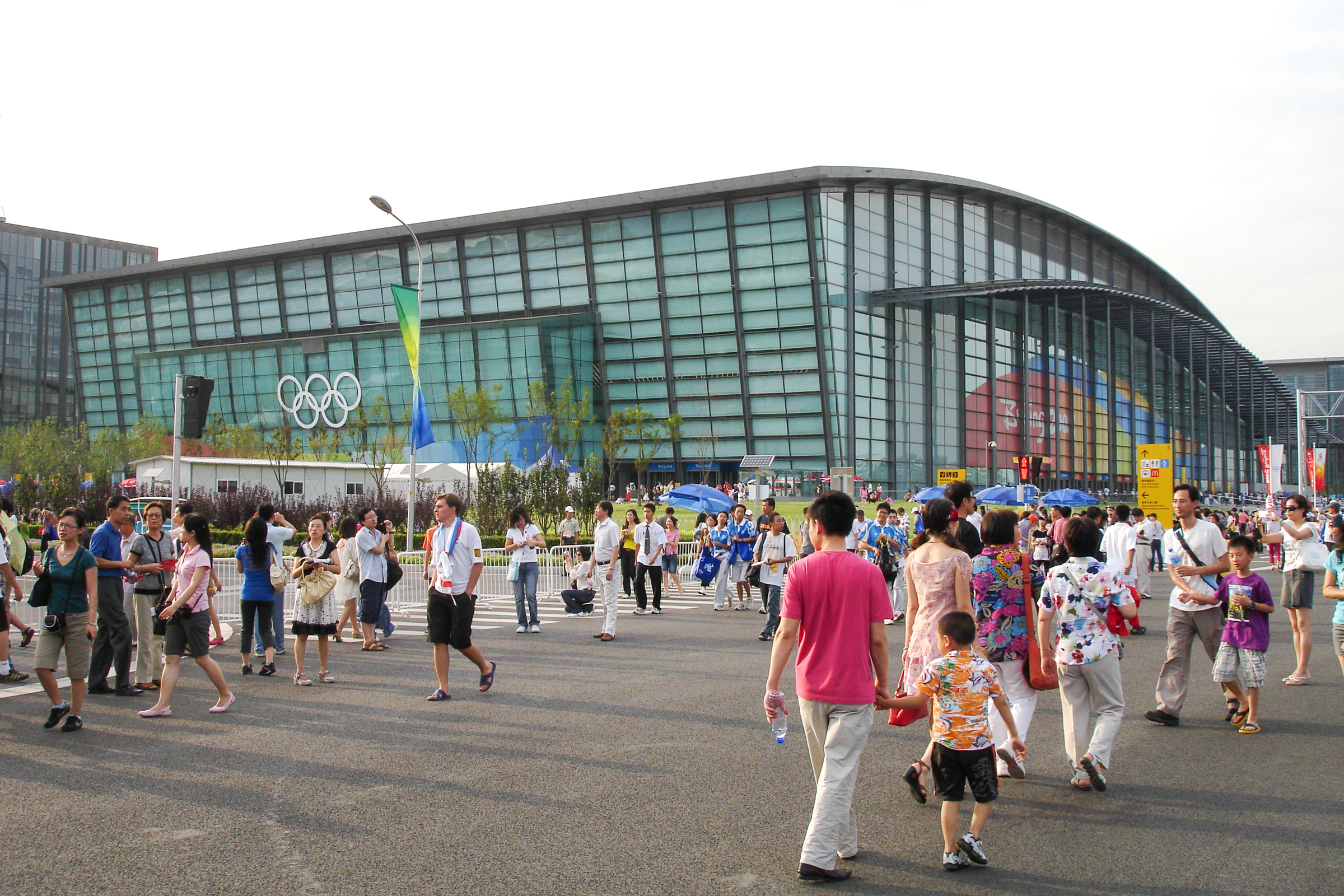
2008年北京奥运会期间的国家体育馆

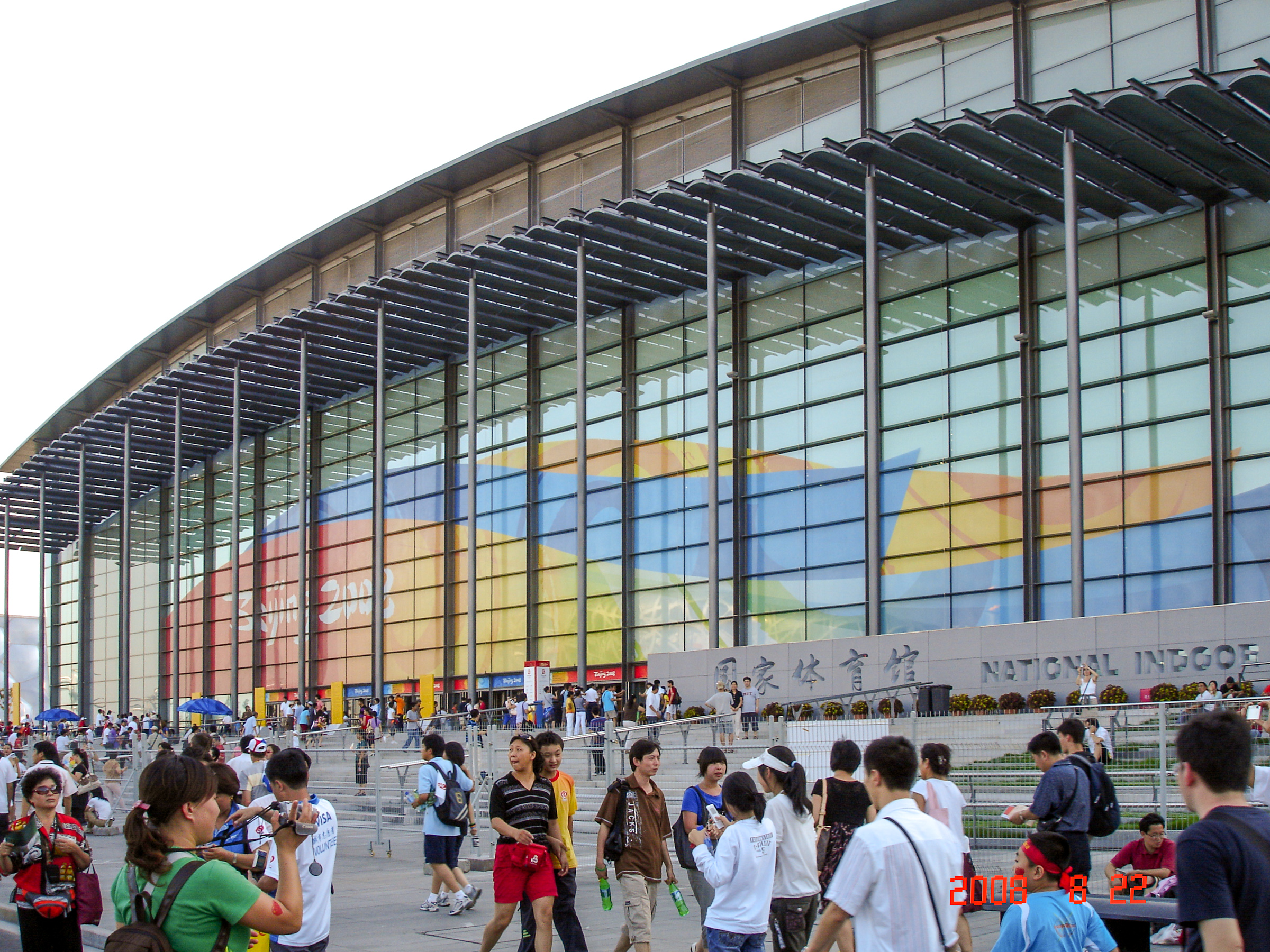
2008年北京奥运会期间的国家体育馆正门

國家體育館於2005年5月30日動工，體育館採用「鋼渣回填技術」配重抗浮，合共使用了達8.2萬噸的廢鋼渣。国家体育馆于2007年11月正式竣工，11月28日的“好运北京”2007年国际体操邀请赛是体育馆所承办的第一个体育赛事。
國家體育館的總建築面積為8.09萬平方米，容納觀眾數量1.8萬，鄰近北京國家游泳中心，體育館分別以主體建築、熱身館和室外環境組成。
体育馆屋顶曲面近似扇形如行云流水般飘逸又富于动感，四周竖向分部的钢骨架与大面积晶莹剔透的玻璃幕墙相映衬，犹如一把张开的中国折扇，彰显出中国文化的内涵。这种波浪造型也巧妙地连接了与之南北相应的平顶造型“水立方”和单曲面造型的国家会议中心，使得奥林匹克公园内的城市景观达到协调统一。波浪式屋面为施工增添了难度，钢屋架南北长144米，东西宽114米，是世界上最大跨度的双向张弦钢桁架结构。技术人员首次采用9个“机器人”进行滑移施工技术，先在地面对钢屋架进行组装，然后把组装好的部分吊上屋顶进行拼装，并严格控制钢屋架焊接点位置。安装在钢屋架与轨道之间的9个“机器人”用一台电脑进行控制，统一编成行进程序，控制滑移的时间和行程。
国家体育馆拥有100千瓦的太阳能光伏发电项目，即在屋面上使用太阳能纸板吸收太阳能，用于满足体育馆2万平方米的地下室照明需要。另外，国家体育馆还特别在屋面上设置了5条自然采光带，解决了没有比赛时无需开灯的光照问题，在科技节能的基础上达到绿色环保。

## 内部设施

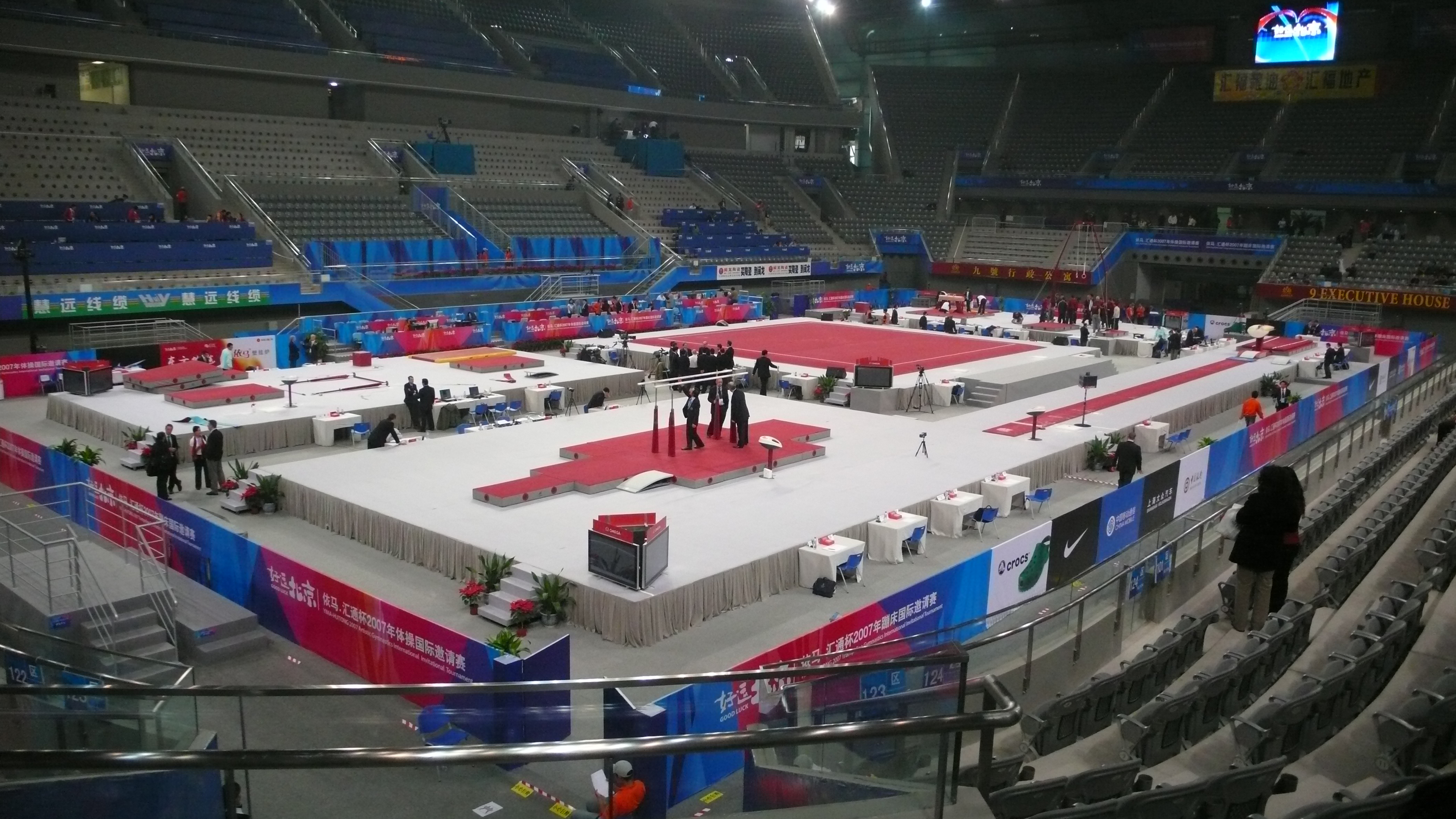
内场全景

国家体育馆在场馆的西侧、北侧设置了一定的下沉广场，赛时运动员、媒体、贵宾等人员可以通过下沉广场直接进入场馆。在体育馆东侧和南侧设置了缓坡式观众聚散广场，观众和赞助商可直接从城市道路通过缓坡式聚散广场进入体育馆的观众层，避免与运动员、媒体、贵宾和车辆的交叉。
设：固定座位數：18,000個；臨時座位數：2,000個

## 奧運後舉行的活動

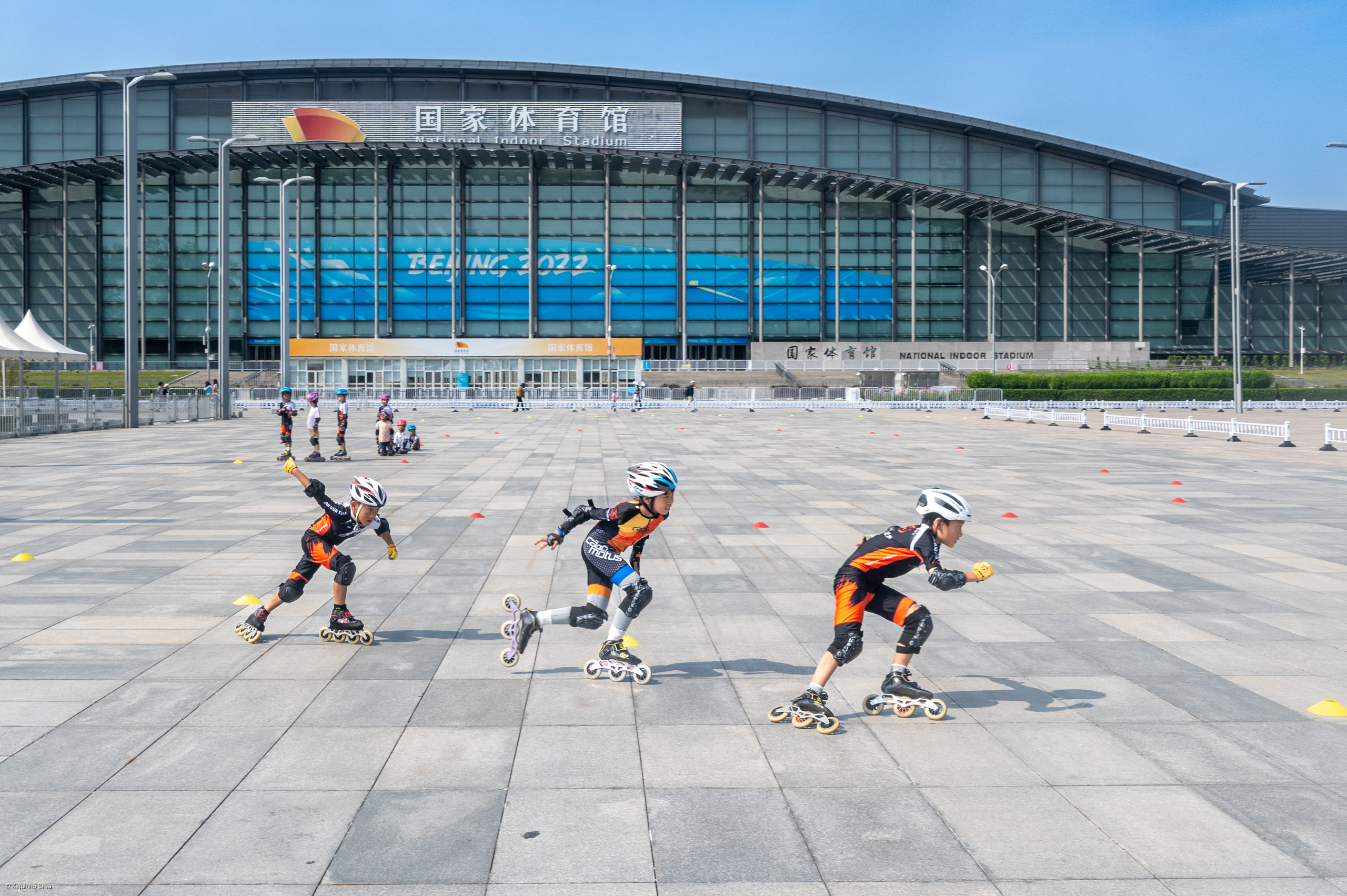
2024年的国家体育馆

2008年10月1日至10月5日，由中國貿促會、全國婦聯和品牌中國産業聯盟等單位聯合主辦的愛國者·第二屆中國品牌節及在10月3日舉行的電視慈善頒獎晚會於國家體育館舉行，為北京奧運後於國家體育館舉行的第一項活動。
2008年10月18日，北京聯合大學（大學分校）建校30周年慶祝大會於國家體育館隆重舉行。
2008年10月23日，公安部在國家體育館熱身館召開全國公安系統奧運安保工作表彰大會。
2008年10月27日，華北電力大學建校50周年慶祝大會於國家體育館舉行。
朝陽建區50周年紀念活動
萬寶龍——歲月流金奇幻之夜
2008年11月16日，全新國產奧迪A4L在北京國家體育館宣佈上市。
2008年11月29日，“集善嘉年華·北京2008”大型公益演出於國家體育館舉行。
2009年1月3日，郎朗2009北京新年音樂會於國家體育館舉行。
「慶六一愛祖國」首都少年兒童文體表演活動將於6月1日上午10時至12時在國家體育館舉行。
2009年7月26日，首屆北京國際古筝音樂節於國家體育館舉行。
2009年12月14日，國安首奪中超冠軍的答謝晚會於當日晚上7時半在北京的國家體育館舉行。
2010年1月29日，诺基亚年会在国家体育馆举行。
2012年12月12日，《十二生肖》全球首映礼在北京市国家体育馆举行，歌唱家刘媛媛受邀出席。
2023年9月初举办的中國國際服務貿易交易會将国家体育馆用于环境服务专题展会场（两个主会场分别为国家会议中心和首钢园）。